# Château de Billième
Le château de Billième est une ancienne maison forte, du XIIIe siècle, centre de la seigneurie de Billième, qui se dresse sur la commune de Billième dans le département de la Savoie, en région Auvergne-Rhône-Alpes.

## Situation
Le château de Billième est situé dans le département français de la Savoie sur la commune de Billième, un peu en contrebas du bourg, à 500 mètres environ au sud-ouest de l'église.

## Histoire
Le château de Billième est la possession, au XIIIe siècle, de la famille de Billième ; Nicolas de Billième (de Billiema), est, en 1285, l'un des arbitres qui attribuèrent comme apanage la baronnie de Vaud à titre héréditaire et le château de Pierre-Châtel à Louis de Savoie, frère cadet d'Amédée V de Savoie. Isabelle de Billième, fille de Nicolas, épouse, en 1348, Aynard de Seyssel. Elle reçoit, à cette occasion, de la part de Louis II de Savoie, seigneur de Vaud, une dot de 25 livres de rente.
En 1427, on relève Hugues de Billième ; le fief échoit peu de temps après à la famille de Bavoz, dont une branche était seigneur du Villaret. Un Jean de Bavoz sera marié à Amédée d'Oncieu, fille du seigneur de Chemilieu (Nattages), et, en 1436, Hugon de Bavoz est qualifié comme étant homme lige de Galois de Chevelu.
Hugues de Bavoz, épouse, en 1590, une demoiselle de Prélian. Godefroi de Bavoz d'abord nommé avocat général au Sénat de Savoie le 18 août 1586, il se verra nommé le 16 mai 1600, président de Chambre de ce dernier.
En 1656, Anthelme de Bavoz cède à son cousin Louis de Bavoz, seigneur d'Oncieu (Oncieu), la maison forte de Billième. Vit, en 1690, Louis de Bavoz, puis la terre échoit aux Mareste, marquis de Lucey.
Louis de Mareste, seigneur de Billième, en 1716, est marié à la fille de Vulliet de la Saunière, marquis d'Yenne ; ces derniers conserveront le fief de Billième jusqu'à la Révolution française où il est confisqué et vendu comme bien national.
Un Georges de Bavoz, habitant Billième, probablement au château de Somont, est présent en 1757, dans la maison forte de Prélian, comme témoin au testament de François d'Arcollières, seigneur de Prélian. Le 6 octobre 1768, Joseph de Bavoz est nommé avocat général au Sénat de Savoie. Benoît de Bavoz, lieutenant d'artillerie dans un régiment français, dernier du nom, meurt en 1775, au Malabar.
Le château est démantelé à la Révolution française, en application de l'arrêté du 8 pluviôse an II (27 janvier 1794) du représentant Albitte. Le citoyen Maxime Sevez, envoyé par l'agent national près le district de Chambéry, Morel, pour vérifier la destruction des clochers, tours et châteaux, invite la municipalité à œuvrer à la démolition de l'unique tour du château.
Au début du XXe siècle, il appartient au comte François-Clément de Mareschal de Luciane.
Une partie du château fut convertie en hôtel.

## Description
Le château se présente aujourd'hui sous la forme d'une grosse maison. De son origine, il a conservé sa porte du XIIIe siècle. On peut également encore observer quelques éléments du XVIe siècle, des contreforts, une porte et des ouvertures surmontées d'une accolade, dont une fenêtre double.